# صفق العنزي
صفق العنزي (مواليد 1943) هو لاعب رماية سعودي، مثّل بلاده في الألعاب الأولمبية الصيفية 1984.

## المشاركة الأولمبية

### لوس أنجلوس 1984
الرماية – مسدس سريع 25م رجال
| الترتيب | الرياضيّ                     | نقاط الجولة الأولى | نقاط الجولة الثانية | مجموع النقاط |
| ------- | --------------------------- | ------------------ | ------------------- | ------------ |
| 1       | Takeo Kamachi (اليابان)     | 297                | 298                 | 595          |
| 2       | Corneliu Ion (رومانيا)      | 299                | 294                 | 593          |
| 3       | Rauno Bies (فنلندا)         | 298                | 293                 | 591          |
|         |                             |                    |                     |              |
| 46م     | Ho Chung Kin (هونغ كونغ)    | 276                | 284                 | 560          |
| 46م     | صفق العنزي (السعودية)       | 274                | 286                 | 560          |
| 46م     | William Wilka (باراغواي)    | 279                | 281                 | 560          |
|         |                             |                    |                     |              |
| 53      | Ronald Dunn (الإكوادور)     | 257                | 267                 | 524          |
| 54      | Alfredo Coello (باراغواي)   | 249                | 273                 | 522          |
| 55      | حسين علي الخليفة ‏ (البحرين) | 252                | 254                 | 506          |

مصدر: 

## وصلات خارجية
صفق العنزي على موقع أوليمبيديا (الإنجليزية)